# Villaviciosa de Odón
Villaviciosa de Odón ist eine zentralspanische Gemeinde (municipio) mit 29.273 Einwohnern (Stand: 2024) im Südwesten der Autonomen Gemeinschaft Madrid. Die Gemeinde liegt 15 km westlich des Stadtzentrums von Madrid, in der westlichen Zone der Metropolregion. Das Archiv der spanischen Luftwaffe und die Universidad Europea de Madrid befinden sich innerhalb der Gemeinde.
Villaviciosass Nähe zu Madrid begünstigten eine schnelle und umfangreiche Entwicklung während der späten 1990er und frühen 2000er Jahre. Aufgrund der Universidad Europea de Madrid ist es zu einer Universitätsstadt geworden, mit einem gut entwickelten Wohngebiet und Annehmlichkeiten für Studenten.

## Geschichte
In der Stadt befindet sich die Burg von Villaviciosa de Odón (Castillo Villaviciosa de Odón), welche das historische Archiv der spanischen Luftwaffe beherbergt. Die Burg wurde ursprünglich Anfang des 15. Jahrhunderts errichtet, jedoch 1521 während des Comuneros-Aufstands vollständig zerstört und 1583 von Juan de Herrera wieder aufgebaut.
1846 wurde in Villaviciosa de Odón die erste staatliche Forstschule des Landes gegründet. Erst 1870 wurde sie nach El Pardo nördlich von Madrid verlegt.

## Persönlichkeiten
- Jorge Serrano Villalobos (* 1997), Handballspieler